# Hello Kitty's Cube Frenzy
Hello Kitty's Cube Frenzy (Hello Kitty's Cube de Cute au Japon) est un jeu de puzzle mettant en vedette Hello Kitty pour PlayStation et Game Boy Color, sorti en janvier 1999.

## Système de jeu
Le jeu consiste à guider Hello Kitty vers chaque objet d'un niveau donné, en utilisant différents types de briques pour manipuler son environnement, afin de lui permettre de récupérer tous les objets. Souvent, le joueur doit construire des escaliers pour Hello Kitty à partir de briques tombant de manière similaire à celles de Tetris. De plus, certains des amis d'Hello Kitty apparaissent dans les niveaux, ce qui fait que les briques se déplacent de manière indésirable. La version Game Boy Color souffre de commandes lentes, ce qui augmente le niveau de difficulté.